# Two Brides and a Baby
Two Brides and a Baby es una película de drama romántico nigeriana de 2011 dirigida por Teco Benson y protagonizada por Keira Hewatch, Kalu Ikeagwu, OC Ukeje, Chelsea Eze, Stella Damasus-Aboderin y Okey Uzoeshi. Se estrenó el 17 de noviembre de 2011. Recibió nominaciones y fue ganadora en los premios Premios de la Academia del Cine Africano, Best of Nollywood Awards y Africa Magic Viewers Choice Awards.

## Sinopsis
Keche (Keira Hewatch) y Bankole (OC Ukeje) creen que su relación ha sido planeada divinamente. La pareja se encuentra planeando tener una ceremonia de boda increíble, mientras están convencidos de que su matrimonio resistirá ante cualquier prueba. Sin embargo, un descubrimiento inesperado pone a prueba cuánto están realmente dispuestos a sacrificar para que su unión funcione.

## Elenco
- OC Ukeje como Kole Badmus
- Keira Hewatch como Keche
- Stella Damasus-Aboderin como Ama
- Kalu Ikeagwu como Deji
- Okey Uzoeshi como Maye
- Chelsea Eze como Ugo
- Kehinde Bankole como Pewa

## Recepción
La película mantiene una calificación del 43% en Nollywood Reinvented con la conclusión de "... es una película bastante plácida, no emocionalmente conmovedora en forma alguna. Sin embargo, si lo miras en algún tipo de base de lo que esperamos en las producciones de Nollywood, entonces hace que sea mucho más atractiva" YNaija la elogió y concluyó que "la película [es] más admirada que amada. Demuestra que con las manos adecuadas, Nollywood puede hacer una película decente, y esta es una de esas". Sin embargo, destacó la actuación yoruba de Deji (Kalu Ikeagwu) como el único negativo de la película. Amarachukwu Iwuala de Entertainment Express fue muy crítico con la dirección y consideró que no se prestó la debida atención a muchos detalles importantes. Dami Elebe de Connect Nigeria elogió la trama, actuación y producción, pero señaló que la edición y dirección deberían haber sido mejores.